# Stella Maris Rezende
Stella Maris Rezende (Dores do Indaiá, 1950) é uma escritora e atriz brasileira.
Fez mestrado em Literatura Brasileira pela Universidade de Brasília. Publicou livros para adultos e crianças. Recebeu em 2012 o 54.º Prêmio Jabuti, nas categorias Livro Juvenil e Livro do Ano (Ficção), com A mocinha do Mercado Central. Como atriz, interpretou na década de 1980 a Fada Estrelazul no programa Carrossel, da TV Manchete, e a Tia Stella no programa Recreio, da TV Record.

## Obras
- 2017  -  Justamente porque sonhávamos - Globo Livros
- 2016  -  A fantasia da família distante -   Globo Livros
- 2015  -  A coragem das coisas simples -   Globo Livros
- 2014  -  A poesia da primeira vez -   Globo Livros
- 2014  -  Missão Moleskine -   Globo Livros
- 2013  -  As gêmeas da família -   Globo Livros
- 2012  -  A menina Luzia -   DCL
- 2012  -  A sobrinha do poeta -   Globo Livros
- 2011  -  A guardiã dos segredos de família -   SM
- 2011  -  A mocinha do Mercado Central -   Globo Livros
- 2009  -  Maravilhosa e inesquecível ideia de amar -   Dimensão
- 2008  -  A filha da vendedora de crisântemos -   Paulus (direitos revertidos)
- 2003  -  Alegria Pura -   LGE
- 2003  -  O artista na ponte num dia de chuva e neblina -   Saraiva
- 2003  -  Coração brasileiro -   Lemos Editorial
- 2003  -  A terra dos mais belos desejos -   Paulus
- 2002  -  Esses livros dentro da gente -   Casa da Palavra
- 2001  -  Matéria de delicadeza -   Saraiva
- 1998  -  Cabelo de fogo -   Lê
- 1998  -  O seco e o amoroso -   Ediouro
- 1997  -  Amor é fogo -   Formato
- 1996  -  Bendita seja esta maldita paixão -   Lê
- 1995  -  Pétala de fúria no vento da rosa -   Dimensão
- 1993  -  O que será que tem dentro? -   RHJ
- 1993  -  Os nomes do amor (com Marcos Bagno) -   Moderna
- 1992  -  O espelho da alma -   Lê
- 1991  -  Depende dos sonhos -   Miguilim
- 1990  -  Sem medo de amar -   Moderna
- 1990  -  Apaixonante coração -   Atual
- 1989  -  O túnel do amor -   Moderna
- 1989  -  Vera mentirosa -   RHJ
- 1989  -  A herança e o mistério -   Atual
- 1988  -  O sonho selvagem -   Moderna
- 1988  -  Alegria pura -   Scipione
- 1988  -  Atrás de todas as portas -   Atual
- 1987  -  O último dia de brincar -   Miguilim
- 1987  -  João-Chama-Chuva -   L&PM
- 1986  -  O demônio do rio -   Moderna
- 1980  -  Temporã -   Itamarati
- 1979  -  Dentro das lamparinas -   Horizonte

## Prêmios
- Prêmio Jabuti

2012- A mocinha do Mercado Central - Livro do Ano de Ficção e Melhor Livro Juvenil
- Prêmio Nacional de Literatura João-de-Barro

1986- O último dia de brincar
2008
2001
- Prêmio Barco a Vapor da Fundação SM

2010